# Spisek Nadbrzeżny
Spisek Nadbrzeżny (fr. la conspiration du bord de l’eau) – sprzysiężenie oficerów-monarchistów, mające na celu zmuszenie Ludwika XVIII do abdykacji na rzecz księcia d’Artois (brata Ludwika XVI i późniejszego Karola X). Zebrania spiskowców odbywały się w ogrodzie Tuilerii nad Sekwaną (stąd nazwa). Spisek został wykryty w roku 1818. Spiskowcy (m.in. Canuel de Chappedelaine) zostali aresztowani i po pewnym czasie wypuszczeni.